# Schloss Arff

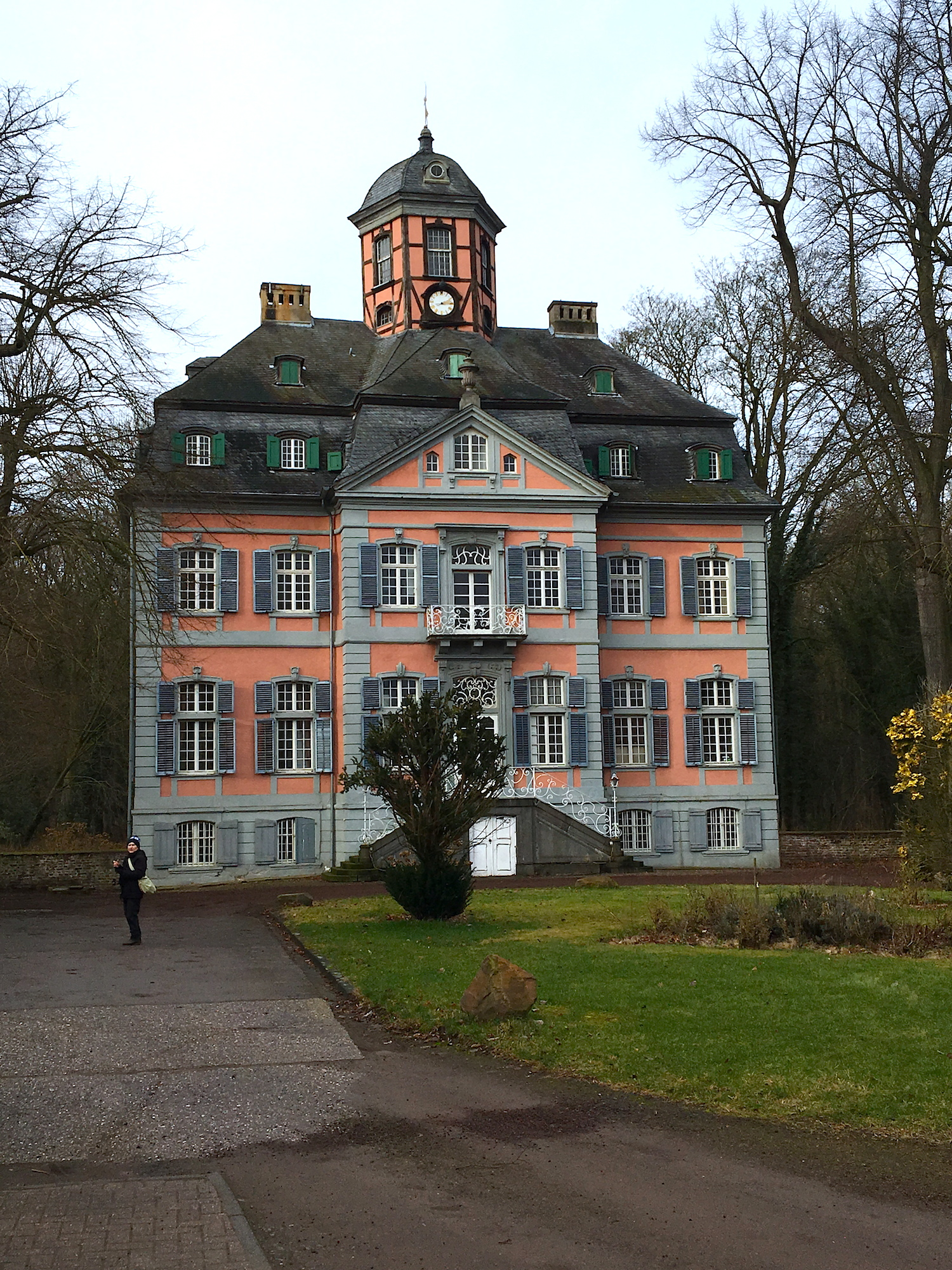
Schloss Arff

Schloss Arff ist ein ehemaliges Wasserschloss in der zu Köln gehörenden Ortschaft Roggendorf/Thenhoven. Es befindet sich 20 km nordwestlich der Kölner Innenstadt und unmittelbar an der Grenze zur Stadt Dormagen im Rhein-Kreis Neuss. Seit 20. Juli 1981 steht die Anlage unter der Nummer 735 in der Kölner Denkmalliste.

## Geschichte

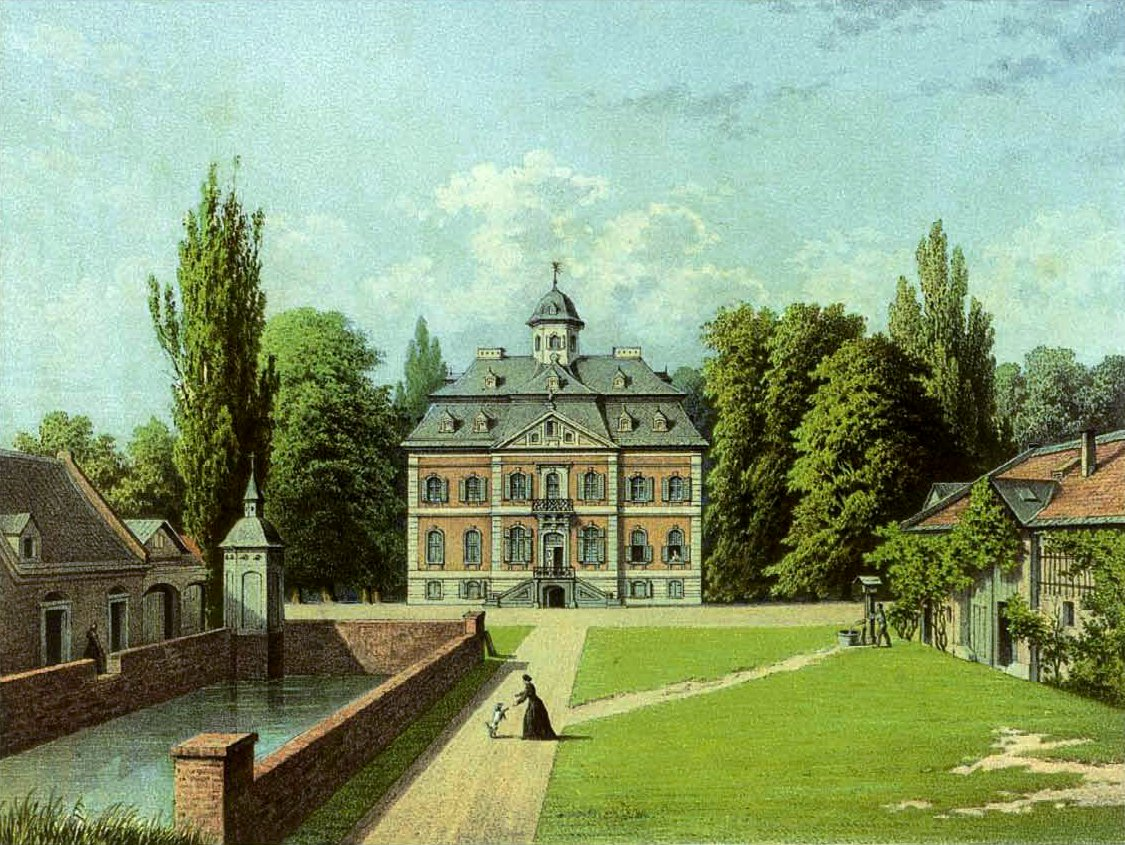
Schloss Arff um 1860, Sammlung Alexander Duncker

Eine erste urkundliche Erwähnung der Ritter van der Arffe, der Namensgeber des Schlosses, erfolgte im Jahre 1366. Albrecht von Baexen erwarb das Gut im Jahr 1572 durch Heirat mit Catharina von der Arff. Dieses wurde jedoch im Truchsessischen Krieg völlig zerstört.
1750 verkaufte Adam von Blittersdorf das Gut an die Familie von Buschmann, die dann binnen fünf Jahren von 1750 bis 1755 den Bau des heutigen Schlosses veranlasste. Architekt war höchstwahrscheinlich der Franzose Michel Leveilly. 1803 kam das Schloss an die Familie von Geyr zu Schweppenburg.
Nach dem Tod von Christoph Freiherrn von Geyr zu Schweppenburg veräußerten die Erben das Schloss 2015 an dessen Nichte Caroline und ihren Ehemann Friedhelm von Landsberg-Velen, die auch den Freizeitpark um Schloss Dankern betreiben. Seither wird Schloss Arff für Hochzeiten und andere Events genutzt. Im Jahr 2019 war das Schloss Drehort für den Fernsehfilm Louis van Beethoven, 2023 für die ZDF-Serie Hameln.

## Anlage
Hauptgebäude und Vorburg sowie zwei parallele Wirtschaftsgebäude und das Herrenhaus bilden die Gebäudeteile und umgrenzen den Schlosshof. Die zweiteilige Gartenanlage war einst von einem Wassergraben umgeben. Die speisenden Quellen sind jedoch versiegt. Es handelt sich um eine sogenannte Maison de Plaisance, ein Lustschlösschen, in dem der Adel die Sommermonate auf dem Lande, abseits der Städte, verbrachte.

## Würdigung

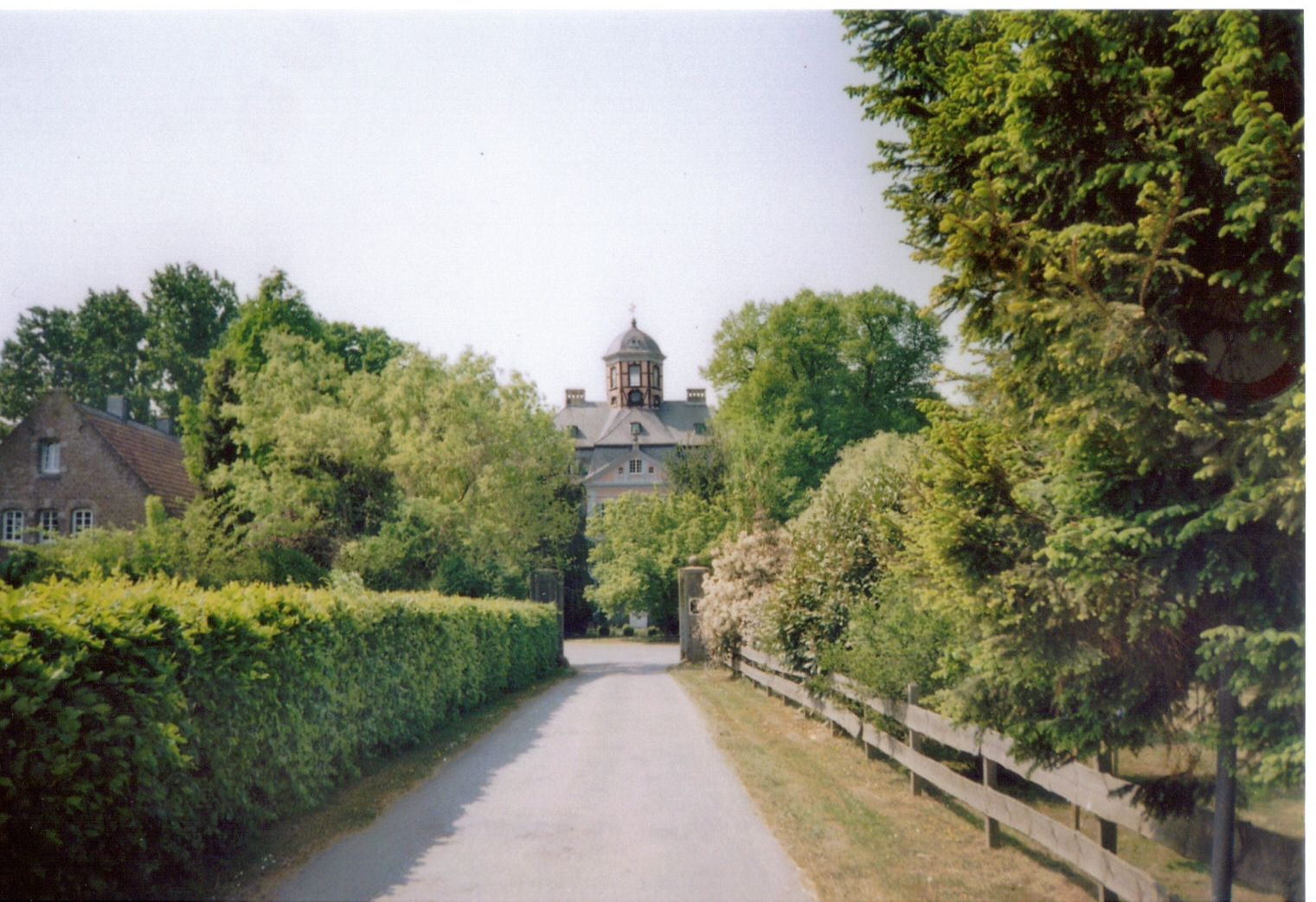
Einfahrt

Das Herrenhaus wird dem Architekten Michael Leveilly zugeschrieben und ist eine vereinfachte Wiederholung von Schloss Falkenlust bei Brühl, welches zum UNESCO-Welterbe „Augustusburg Brühl“ gehört und wo Leveilly Bauleiter unter François de Cuvilliés dem Älteren war. Von Leveilly stammen auch die Entwürfe zu Haus Horr in Grevenbroich im Rhein-Kreis Neuss sowie zum historischen Rathaus der Stadt Bonn.